# جمال‌الدین لیمام
جمال‌الدین لیمام (انگلیسی: Jameleddine Limam؛ زادهٔ ۱۱ ژوئن ۱۹۶۷) بازیکن فوتبال اهل تونس است.
از باشگاه‌هایی که در آن بازی کرده‌است می‌توان به استاندارد لیژ، باشگاه فوتبال آفریقایی، باشگاه فوتبال المعب تونس، باشگاه فوتبال آینتراخت براونشوایگ و باشگاه فوتبال الاتحاد اشاره کرد.
وی به همراه تیم ملی فوتبال تونس در بازی‌های المپیک تابستانی ۱۹۸۸ حضور داشته است.